# Simaethistidae
Simaethistidae är en familj av fjärilar. Simaethistidae ingår i överfamiljen Simaethistoidea, ordningen fjärilar, klassen egentliga insekter, fylumet leddjur och riket djur. Enligt Catalogue of Life omfattar familjen Simaethistidae 4 arter. 
Simaethistidae är enda familjen i överfamiljen Simaethistoidea.
Kladogram enligt Catalogue of Life:
| Simaethistidae | \| \| Metaprotus \| \| \| \| \| \| Simaethistis \| \| \| \| |
|                | \| \| Metaprotus \| \| \| \| \| \| Simaethistis \| \| \| \| |
|                | Metaprotus                                                  |
|                |                                                             |
|                | Simaethistis                                                |
|                |                                                             |